# Zingarella (Boccaccino)
La cosiddetta Zingarella è un dipinto a tempera su tavola (24x19 cm) di Boccaccio Boccaccino, databile al 1504-1505 circa e conservato alla Galleria degli Uffizi a Firenze.

## Storia
La piccola opera entrò nelle collezioni di Palazzo Pitti dall'eredità del cardinale Leopoldo de' Medici, venendo destinata agli Uffizi nel 1925. Proposta anche come opera del Garofalo, è riferita ormai al Boccaccino con datazione al 1504-1505 circa.

## Descrizione e stile
Una ragazza dal capo coperto guarda intensamente lo spettatore, col busto di tre quarti verso destra e su sfondo scuro, che esalta l'illuminazione e gli effetti di sfumato. Il semplice filo con perline sulla fronte o il velo annodato sotto il mento, i tratti somatici con gli occhi grandi ed espressivi, sono tutte caratteristiche esotiche che le hanno valso il nome tradizionale di "Zingarella". Un'influenza veneta si legge nei capelli sottili, lumeggiati con cura, nonché nell'atmosfera pacata e serena, che rimanda all'esempio di Giovanni Bellini.

## Citazioni
La Zingarella è citata in Che Dio ci aiuti 2 quando Guido Corsi (Lino Guanciale), delirando per la febbre, bacia Azzurra Leonardi (Francesca Chillemi) per la prima volta, dicendole: «Sei come la zingarella del Boccaccino».